# エポスカード
株式会社エポスカード (英: Epos Card Co., Ltd.) は、株式会社丸井グループの子会社で、クレジットカード会社である。

## 概要
丸井の一事業として自社運営してきたクレジットカード「赤いカード（旧:マルイカード）」と、その顧客窓口である「マルイカードセンター」等に関わる業務を2005年に譲受（分社化）する形で発足。2004年10月に丸井が取得したVisaのスペシャルライセンシー（直接発行権）を移譲し、2006年3月より赤いカードの後継として「エポスカードVisa」および「エポスカード（ハウスカード）」の募集・発行を行っている。なお、「赤いカード」会員はカードセンターでの申し出によりエポスカードVisaへ切替えることが可能となっている。
2024年3月末時点の有効会員数は759万人である。

## 沿革
- 2004年10月1日 - 株式会社マルイカードとして設立[2]。
- 2005年4月 - 丸井より事業譲受。
- 2006年
  - 3月9日 - 商号を株式会社エポスカードに変更。
  - 3月29日 - 「エポスカード」、「エポスカードVisa」発行開始
- 2008年4月 - 「エポスゴールドカード」発行開始
- 2011年4月 - 「エポスプラチナカード」発行開始
- 2014年9月 - エポスカード公式アプリ開始
- 2015年6月 - 「エポスVisaプリペイドカード」発行開始
- 2017年3月 - エポスカードの「Apple Pay」対応開始
- 2018年2月5日 - つみたて証券準備株式会社（後のtsumiki証券）を設立[4]
- 2018年11月 - QRコード決済サービス「EPOS Pay」開始
- 2020年12月 - エポスポイントによる資産形成サービス開始
- 2021年4月 - エポスカードのデザインをリニューアル、廃プラスチック使用のカードへ切り替え開始
- 2022年12月 - BNPL「あと払い by EPOS」提供開始

## クレジットカード
国際ブランドVisaのスペシャルライセンシーを取得し、2006年3月からVisaブランドのクレジットカードであるエポスカードVisaの発行を開始している。全グレード共通で、同一名義に対してカード1枚の発行であり、家族カードの設定が2021年11月時点できない。
2018年6月に、視覚障害者向けに、券面に識別マークとして点字3つのエンボスを印字したユニバーサルデザイン対応仕様の発行を開始。プロパーカード・コラボレーションカードを問わず、現在発行されている全てのエポスカードに対応しており、後述するプロパーカードの新デザインカードにも対応している。
2021年4月15日に、プロパーカードである「エポスカードVisa」・「エポスゴールドカード」・「エポスプラチナカード」のデザインが刷新された。佐藤オオキが率いるデザインオフィス「nendo」のデザイン監修のもと、凹凸を無くしたエンボスレスの縦型となり、個人情報（クレジットカードの番号・氏名・有効期限など）は裏面の記載へ変更。Visaのタッチ決済に対応した。なお、本カードからロゴが従来の「EPOS CARD」から"P"の上に2つの丸を配した「EPOS」に変更された。

### プロパーカード
エポスカードVisa
- Visaブランド付帯の一般カードで、年会費は永年無料。カード決済200円に対して1ポイントのエポスポイントが付与される。EMV仕様の接触型通信ICチップが搭載されている。
- 丸井店舗内に設置されているカードセンターで入会申込した場合、原則即時発行され、当日から使用可能となる。エポスカードの公式ページからの申込も可能である[8]。
- ポイント有効期限は2年間である。

エポスTOGETHERカード
- 2022年6月13日に発行開始[9]（開始当初はWEBからの加入申込・郵送受取のみ可能）。
- 利用額の0.1%分のポイントを丸井グループが預かり、国連UNHCR協会へ毎月自動的に寄付される（利用客は通常ポイントが付与された後、寄付分のポイントが減算される）。当面の間は同協会のウクライナ緊急支援に充てられ、緊急支援終了後は他の難民支援活動へ充てられる。
- 夜明けをイメージしたブルー～イエローのグラデーションデザインとなっており、「EPOS」ロゴも"O"をハートとした特別ロゴ仕様となる。
- プリペイドカード版もあり、プリペイドカード利用額の0.1%分と同額がクレジットカードに貯まっているポイントから寄付される。クレジットカード版と同じ特別ロゴ仕様ながら、プリペイドカードでは初めてとなる「EPOS」ロゴとなる。

エポスカード
- 丸井店内での支払だけに利用できるハウスカード。旧・赤いカードの代替カードどして設定されている。ICチップ無しのプラスチックカード。エポスカードVisaの入会審査結果によって発行される形態となっており、予めハウスカードと指定して申し込むことはできない。上記エポスカードとして丸井の売場では現金払いでもポイントが貯まるようになっていたが、2016年4月1日より改定され、前述のVisa付帯を含め「現金払いの場合は全カード（ゴールド・プラチナ含む）でポイントが付かない」及び「ゴールド及びプラチナ以外は加算率が減算」された[10]。
- 国際ブランド付きと異なり、丸井以外はたとえエポスカード加盟店であっても使用不能である[要出典]ため注意を要する。

エポスETCカード
- ETCカード。発行料無料。年会費は永年無料。ETC通行料金はクレジット決済としてエポスポイントに積算。エポスカードVisa（コラボレーションカード含む）会員のみ対象とし、ハウスカード会員には発行されない。

エポスゴールドカード
- 2008年4月に発行開始[2]。通常年会費5000円[11]。1年間の利用総額が50万円を超えた場合、翌年度より年会費が無料となる。
- エポスポイントの付与が、年間決済額に応じて優遇されており、ボーナスポイントが付与される。発行月から1年間に50万円以上決済すると翌年以降の年会費が永年無料となる。また、3つのショップや各種料金支払い（電気・水道・ガス・携帯電話等）を選び、そのショップでの支払い分のポイントが最大3倍になる「選べるポイントアップショップ」制度もある（プラチナカード会員も対象）。
- インビテーション（封書以外にもメール・エポスNet・エポスカード専用アプリで通知）は、一定基準を満たした会員に対して送付しており、年会費永年無料となる。
- また、既にゴールドカードもしくはプラチナカードを所持している会員が、まだゴールドカードではない家族もしくはまだカードを取得していない家族に対してインビテーションを送付、そのURLからゴールドカードを発行することで、該当家族に関してもゴールドカード発行・会員の特典付与と同時に、家族間でのポイントのシェアやトータル購入額でボーナスポイントが家族全員に付与されるエポスファミリーゴールド制度[12] がある。このうち、グループの一人でもプラチナカード会員の場合は、ボーナスポイントが倍になる。
- 空港ラウンジサービスが付帯されているが、一部都道府県の空港で現時点で使用できない空港があるため注意が必要である。また、サービスの利用はゴールドカード所持者本人に限られる。
- ポイントの有効期限は無期限である。

エポスプラチナカード
- エポスゴールドカード会員を対象とした入会招待制のプラチナカード。年会費は30000円（インビテーションで発行及び一年間の利用金額が100万円以上の場合は20000円）。
- インビテーション（封書以外にもメール・エポスNet・エポスカード専用アプリで通知）が送付される[13]。
- Visaが提供するVisaプラチナ相当のサービスが利用できる[14]。
- また、前述の空港ラウンジサービスに関してもカード所持者本人に加え、同伴者1名も利用可能になる。
- 年間100万円以上決済すると、年間ボーナスポイントが20000ポイント（20000円相当）付与されるため、実質的に年会費の相殺が可能。
- ポイントの有効期限はゴールド同様無期限。

#### デザインカード
プロパーのエポスカードVisaおよびOIOIエポスカードVisa会員を対象に募集しており、500円のカード再製料を支払うことでカードフェイスを約100種類のデザインから選び、着せ替え感覚で変更することができる。但し、ゴールド及びプラチナカード会員がこのカードを申し込んだ場合、通常のエポスカード扱いになるためゴールド及びプラチナカードの特典が失われるので注意が必要（後述のコラボレーションカードも同様）。
なお、エポスデザインカードは2018年3月31日を以って新規申込および再発行の受付が終了となった。すでに所有している場合、当面の間はカード更新時に同じデザインが用意可能な場合は申込が可能だが、用意不可となった場合は通常デザインの「エポスカードVisa」（前述のとおり、2021年4月15日以降は縦型デザインのシルバー）へ切替となる。
ただし、パラリンアートアーティストが作成したデザイン2種（No.376・Shining life、No.377・カラフルオレンジ）については、「パラリンアートデザインカード」に名称を改めた上で、新規申込・再発行が可能となっており、2021年11月時点では、「EPOS」ロゴへの変更・個人情報裏面記載・Visaタッチ決済対応の新仕様カードとなる。

### エポスVisaプリペイドカード
- 2015年6月4日発行開始[19]。Visa決済が可能なプリペイドカード。エポスNetから申込可能で、本体カードとは別に発行される。
- エポスカード決済によって付与されたエポスポイントやエポスカード本体から直接チャージを行うことにより、Visa加盟店での決済が可能になる[20]。決済額に対し、0.5%のエポスポイントが付与される[19]。ただし、他の国際ブランド搭載プリペイドと同様に、携帯電話などの月次決済には使用できない場合がある[21]。
- 発行開始当初は、ピンク・ブラックとの2つの柄からしか選択できなかったが、2017年6月9日より、エポスカードVisaでのデザインカードと同様に、80種類以上のデザインから自由に選択発行が可能になった[22]。
- 2023年9月末をもって「EPOS SELECTION」74種類の新規発行・再発行（紛失・磁気不良・有効期限更新など）の申込が終了となり、デザインラインナップが大幅に縮小された[23]。

### コラボレーションカード
2008年よりエポスカードVisaの提携カードとして募集を行っている。カードの募集開始時にエポスカードVisaなど別種のエポスカードに対しても提携先の特典（ポイント優遇など）を開放し共用化するという独自概念を持っている故に、機能面がプロパーと共通していることが基本となっている。そのため、ゴールドカード・プラチナカードを含めてプロパーとの重複発行は不可である。ただし、そのカードでしか使えない独自機能を持った提携カードは存在する。
プロパーカード・コラボレーションカードからキャラクターデザインのコラボレーションカードに切り替える場合、デザイン切替料として1,100円（10%の消費税込）がかかる（ただし、有効期限更新や再発行時に保有するカードデザインの発行が終了している場合は、同じカード内の別デザインへの変更に限り無料となる）。
前述のとおり、2021年4月のプロパーカードのリニューアルに伴って、コラボレーションカードについても、同時期以降に新規発行を開始したカードについては、「EPOS」ロゴの表記、凹凸を無くしたエンボスレス、個人情報の裏面記載、Visaタッチ決済対応の仕様となっており、それ以前に発行されたカードについても、一部のカードは新仕様のカードへ切り替わっている。
◎印：発行開始当初より「EPOS」ロゴ表記・エンボスレス・個人情報裏面記載・Visaタッチ決済対応仕様のカード

●印：発行開始当初は「EPOS CARD」ロゴだったが、2022年12月時点で「EPOS」ロゴ表記・エンボスレス化・個人情報裏面記載・Visaタッチ決済対応の新仕様へ切り替えたカード

☆印：「EPOS」ロゴが裏面に記載されているカード

#### アニメ・ゲーム・エンタメ
パリ2024 Visaオリジナルデザインエポスカード◎
パリ2024オリンピック・パラリンピック競技大会の開催を記念して、同競技大会のワールドワイドパートナーであるVisaがエポスカードを通じて発行するもの。書き下ろしデザインの「Breaking☆」、パリ2024マスコットキャラクターデザインの「フリージュ(Skateboard)」と「フリージュ(Jump)」、エッフェル塔デザインの「TourEiffel」の4種類がある。2024年12月24日16時までの期間限定発行となる。
転生したらスライムだった件 エポスカード◎☆
2024年5月31日発行開始。リムルと大賢者の2種類のデザインがある。
ポムポムプリンエポスカード◎☆
2024年4月16日発行開始。ビッグリボンとチームプリンの2種類のデザインがある。
TVアニメ『BLEACH 千年血戦篇』エポスカード◎☆
2024年3月29日発行開始。黒崎一護、石田雨竜、デフォルメ集合の3種類のデザインがある。
flumpoolエポスカード◎
2024年3月22日発行開始。
GUILTY GEARエポスカード◎
2024年3月15日発行開始。ソル=バッドガイVerとGUILTY GEAR 25周年記念verの2種類のデザインがある。
Saucy Dog エポスカード◎☆
2024年3月8日発行開始。
ファイナルファンタジーVII リバース エポスカード◎☆
2024年3月1日発行開始。クラウドとセフィロスの2種類のデザインがある。
しろたんエポスカード◎
2024年2月9日発行開始。あざらしなのでわかりませんと大好きなもの柄の2種類のデザインがあり、あざらしなのでわかりませんは縦型デザインとなる。
『夜は猫といっしょ』エポスカード◎
2024年1月26日発行開始。キュルガ(パープル)とキュルガ(ピンク)の2種類のデザインがあり、キュルガ(パープル)は券面に「EPOS」ロゴを表記。キュルガ(ピンク)は「EPOS」ロゴが裏面記載となる。
にゃんこ大戦争エポスカード◎
2024年1月19日発行開始。ネコとにゃんこ軍団の2種類のデザインがあり、ネコは券面に「EPOS」ロゴを表記。にゃんこ軍団は「EPOS」ロゴが裏面記載となる。
宮川大聖エポスカード◎
2024年1月13日発行開始
琉球ゴールデンキングスエポスカード◎
MGAエポスカード◎
2023年12月8日発行開始
やさしいおおかみウルフくんエポスカード◎
2023年11月17日発行開始。ウルフくんがいっぱいとピザパーティーの2種類のデザインがある。
TVアニメ『チェンソーマン』エポスカード◎☆
2023年10月27日発行開始。チェンソーマン、デンジ・パワー・早川アキ、ポチタの3種類のデザインがある。
mofusandエポスカード◎
2023年10月27日発行開始。ジンベイザメにゃんと着ぐるみにゃん（パンダ）の2種類がある。
ちみたんエポスカード◎
2023年9月15日発行開始。強欲ちみたん夢膨らみすぎ!とちみたんワクテカお買い物てワケ♪の2種類がある。
毎日でぶどりエポスカード◎
2023年9月15日発行開始。あと5分だけと毎日でぶどりズの2種類のデザインがあり、あと5分だけは券面に「EPOS」ロゴを表記。毎日でぶどりズは「EPOS」ロゴが裏面記載となる。
NARUTO -ナルト- 疾風伝エポスカード◎☆
2023年8月25日発行開始。ナルトVSサスケとNARUTO-ナルト-疾風伝の2種類のデザインがある。
おでかけ子ザメ エポスカード◎
2023年8月25日発行開始。はらっぱとおかいものの2種類のデザインがある。
東方Projectエポスカード◎☆
2023年8月4日発行開始。lack氏デザインと野愛におし氏デザインの2種類があり、いずれも本カードのために書き下ろされたデザインとなる。
「駅メモ!」シリーズ エポスカード◎☆
2023年8月4日発行開始。でんこと美子さんの2種類のデザインがあり、でんこは「EPOS」ロゴが裏面記載。美子さんは券面に「EPOS」ロゴの表記があり、縦型デザインとなる。
NO COFFEEエポスカード◎☆
2023年8月4日発行開始。ネットショップ作成サービス「BASE」を手掛けるBASE株式会社とのコラボレーションカード第3弾。
小犬のこいぬエポスカード◎
2023年7月14日発行開始。じぇんとるこいぬと犬ちらしの2種類のデザインがある。
メイプルストーリーエポスカード◎
2023年7月7日発行開始。メイプルキノコとメイプルストーリー キャラクターの2種類のデザインがある。
ずっと真夜中でいいのに。エポスカード◎☆
2023年6月2日発行開始
Mirrativエポスカード◎☆
2023年5月26日発行開始
シン・仮面ライダーエポスカード◎☆
2023年4月26日発行開始
シン・仮面ライダーとSHOCKERの2種類のデザインがあり、いずれも縦型デザインとなる。
荒野行動エポスカード◎
2023年4月21日発行開始
キュウソネコカミエポスカード◎☆
2023年3月28日発行開始
邪神ちゃんドロップキックエポスカード◎☆
2023年3月24日発行開始
NieR:Automata Ver1.1a エポスカード◎
2023年3月3日発行開始
ムーミンエポスカード◎☆
2023年3月3日発行開始
ムーミン（グリーン）とリトルミィ（レッド）の2種類のデザインがあり、いずれも縦型デザインとなる。
マリマリマリーエポスカード◎☆
2023年2月24日発行開始。フォトとカセットテープの2種類のデザインがあり、フォトは縦型デザインとなる。
シン・ジャパン・ヒーローズ・ユニバース(S.J.H.U)エポスカード◎☆
2023年2月10日発行開始。エンブレムとちびキャラの2種類のデザインがあり、いずれも縦型デザインとなる。
ラッコズエポスカード◎☆
2023年1月13日発行開始
とくびぐみエポスカード◎
2022年11月25日発行開始
徳川美術館とのコラボレーションカードで、新規入会時に丸井から1,000円が徳川美術館へ寄付され、貯まったポイントを徳川美術館へ寄付される機能も持つ。
魔法少女リリカルなのはシリーズエポスカード◎
2022年11月11日発行開始
集合と夜天の書の2種類のデザインがあり、夜天の書は縦型デザインとなる。
FUN'S PROJECT エポスカード◎☆
2022年10月28日発行開始
大日本印刷が手掛けるDNPクリエイター共創サービス「FUN'S PROJECT」とのコラボカード。
onちゃんエポスカード◎
2022年9月10日発行開始
北海道テレビ放送（HTB）とのコラボレーションカードで、同局のキャラクターであるonちゃんと仲間たちが描かれている。テレビ局発のキャラクターが描かれたコラボレーションカードはエポスカードでは初となる。
ちみもエポスカード◎
2022年8月11日発行開始
鬼神家とちみもうりょうの2種類のデザインがある。
ゆるキャン△エポスカード◎
2022年6月3日発行開始
エンドカード風とキャンプモノグラムの2種類のデザインがある。
TIGER & BUNNY 2 エポスカード◎
2022年4月22日発行開始
スタジオUGエポスカード◎
2022年3月25日発行開始
発行開始当初はごきげんぱんだデザインとこねずみデザインの2種類だったが、2023年3月17日にラブラビットデザインが加わり、3種類となった。
SUPER BEAVERエポスカード◎
2022年2月22日発行開始。BASE株式会社とのコラボレーションカード第2弾。
colyエポスカード
2019年9月3日に「スタンドマイヒーローズエポスカード●」の発行を開始。2022年1月21日に「魔法使いの約束◎」デザインが追加されたことに伴い、企業名を冠した「colyエポスカード」へ改名。2024年8月23日には「ブレイクマイケース☆」デザインが追加された。
ちいかわエポスカード◎
2021年10月29日発行開始。当初は「ちいかわ流れ星」と「おかいもの検定」の2種類だったが、2023年11月17日に「モモンガつかってみろッ」と「しゅうごう」の2種類のデザインが追加された。
七つの大罪エポスカード◎
2021年7月2日発行開始。
NieR CLOTHINGエポスカード◎
2021年7月1日発行開始。BASE株式会社とのコラボレーションカード。
おそ松さんエポスカード◎
2021年5月22日発行開始。
ヒプノシスマイク エポスカード●
2021年1月22日発行開始。発行開始当初はディビジョン・リーダー（Extra Wardrobe 02）、ディビジョン・グラフィティ、ちびキャラの3種類があったが、2022年4月28日にExtra Wardrobe 03を、2023年7月7日にExtra Wardrobe 04が順次追加され、5種類となっている。
リラックマ エポスカード●
2020年8月20日発行開始。発行開始当初は「レッド」と「ブルー」の2種類だったが、2024年2月22日に「コインランドリー」と「寝そべり」が追加され4種類となった。追加された2デザインは「EPOS」ロゴが裏面記載となる。
多数欠エポスカード●
2020年8月7日発行開始。
エヴァンゲリオン エポスカード●
2020年4月28日発行開始。2021年10月8日には「マリ&アスカ」デザイン(◎)が追加された。
超特急エポスカード●
2020年3月27日発行開始。2023年5月27日にカード券面デザインがリニューアルされた。
新サクラ大戦エポスカード●
2020年3月28日発行開始。本カードにはプリペイドカード版（エポスVisaプリペイドカード）も用意されている。
TVアニメ『ワンピース』エポスカード●
2019年8月9日発行開始。発行開始当初から設定されていた「ルフィ」デザインは2021年3月30日、「ワンピース モノグラム」デザインは2022年6月23日をもって新規発行・デザイン変更・再発行の受付を順次終了し、2020年11月20日に追加された「ルフィ&ロー」デザインも2022年7月19日をもって新規発行・デザイン変更・再発行の受付が終了となった（受付終了以降に有効期限更新や再発行をする場合、現在発行中の既存デザインへの変更またはプロパーカードの「エポスカードVisa」への切替を選択可能である）。2022年7月23日に「モノグラム ブラック」と縦型仕様の「ルフィ&シャンクス☆」、2024年8月9日に「ルフィ&ゾロ&サンジ」を順次追加。これにより、発行開始当初からあるデザインは「チョッパー」のみとなり、プリペイドカード版（エポスVisaプリペイドカード）も用意されている（なお、プリペイドカード版の「モノグラム」は2024年4月12日をもって発行終了となった）。
すみっコぐらしエポスカード●
2019年7月26日発行開始。
イケメンシリーズ エポスカード●
2019年2月26日発行開始。
劇場版「Fate/stay night [Heaven's Feel]」エポスカード●
2019年1月11日発行開始。発行開始当初から設定されていた「ぬいぐるみ」デザインは2021年4月9日をもって新規発行・デザイン変更・再発行の受付を終了（受付終了以降に有効期限更新や再発行をする場合、現在発行中の既存デザインへの変更またはプロパーカードの「エポスカードVisa」への切替を選択可能である）し、代わって、「間桐桜&遠坂凛」デザイン(◎)が追加された。
プリキュアエポスカード●☆
2018年10月12日発行開始。発行開始当初から設定されていた「ふたりはプリキュア」デザインは2代目の「ふたりはプリキュア マックスハート」デザイン（2021年7月2日受付終了）を経て、3代目となる「ふたりはプリキュア Splash☆Star」デザインへ切替。「メップル・ミップル・ポルン」デザインは「メイプル・ミップル・ポルン・ルルン」デザインへ切り替わった後、2021年10月12日をもって新規申込・デザイン変更・再発行の受付を終了。2023年2月1日に縦型仕様で4代目となる「Yes!プリキュア5Go!Go!」デザインの発行を開始。発行開始に伴い、「モノグラム」デザインと「ふたりはプリキュア Splash☆Star」デザインは2023年3月31日をもって申込受付を終了した。同年5月18日には「モノグラム」デザインのリニューアル版となる「20周年モノグラム」デザインの発行を開始したが、2024年2月1日をもって新規申込・デザイン変更・再発行の受付を終了。同年2月9日より縦型仕様で5代目となる「フレッシュプリキュア!」デザインと「20周年モノグラム」のリニューアル版である「モノグラム ネイビー」の発行を開始。この2デザインは「EPOS」ロゴが裏面記載に変更された。同年4月1日をもって「Yes!プリキュア5Go!Go!」デザインの新規申込・デザイン変更・再発行の受付が終了となったことで同年2月からの新デザインへ集約された。2025年2月7日から横型仕様で6代目の「ハートキャッチプリキュア!」デザインの発行を開始、「フレッシュプリキュア!」デザインは2025年3月31日で新規申込・デザイン変更・再発行の受付を終了した。
新テニスの王子様エポスカード●
2018年3月20日発行開始。プリペイドカード版もある。なお、発行開始当初から設定されていた「越前 リョーマ」デザインと「跡部 景吾」デザインは2021年4月9日をもって新規申込・デザイン変更・再発行の受付を終了した（受付終了日以降に有効期限更新や再発行する際には、既存デザインのカード(「学校マーク」デザイン・「ちびキャラ(1)」デザイン・「ちびキャラ(2)」のいずれか)またはプロパーカードの「エポスカードVisa」の選択が可能）。2022年7月22日に縦型仕様の「U-17 WORLD CUP」デザインが追加された。
ゴジラエポスカード●
2017年9月29日発行開始。2022年11月1日に「ゴジハムくん」デザイン(◎)が追加された。同一カード券面デザインのプリペイドカード版もある。
銀魂エポスカード●
2017年6月9日発行開始。2018年8月3日に2種のデザインを追加発行。2021年11月現在は、発行開始当初からある「坂田 銀時」デザインと「定春&エリザベス」デザイン、追加発行の「近藤・土方・沖田」デザイン、2021年1月8日に追加された「高杉 晋助」デザインの4種類がある。追加発行デザインのもう一方である「真選組モチーフ」デザインは新規申込・デザイン変更・再発行の受付を終了しており、有効期限更新や再発行の際には他の既存デザインへの変更またはプロパーカードの「エポスカードVisa」への切替を選択することとなる。
オトメイトエポスカード●
2014年7月発行開始。発行開始当初は縦型も設定されていたが、2021年11月時点でのラインナップはすべて横型である。
カプコンエポスカード●
2015年9月17日発行開始。
コーエーテクモゲームスエポスカード●
2016年3月19日発行開始。
福岡ソフトバンクホークスエポスカード●
2015年2月1日発行開始。発行開始当初は「ハリー(ブラック)」デザイン、「ハニー(ホワイト)」デザインだったが、後にデザインを刷新している。

#### 社会貢献
ヘラルボニーエポスカード◎
2021年11月発行開始。付与されるエポスポイントの0.1%分が自動的にヘラルボニーへ提供されるほか、貯まったエポスポイントからヘラルボニーへの寄付に充てられる機能もある。さらに、利用者からの提供とは別に、当社からもカードの新規入会1件につき1,000円をヘラルボニーへ提供される。
みんな電力エポスカード●
2020年10月発行開始。
ポケマルエポスカード◎
雨風太陽が運営する産直ECサイト「ポケットマルシェ（ポケマル）」とのコラボレーションカード。入会時に500円、同サイトでカードを利用した購入金額の1%分をそれぞれカード利用者に代わってポケマルが負担する形で拠出し、生産者への支援として活用される。
プライドハウス東京 エポスカード●
2019年9月発行開始（募集は同年9月20日から開始）。プリペイドカード版も存在する。デザインカード発行料（500円）が全額プライドハウス東京へ寄付されるほか、貯まったポイントからプライドハウス東京への寄付に充てられる機能がある。

#### 商業施設・企業
eマーケットカードエポスカード●
2018年5月発行開始。提携先はGMOペイメントゲートウェイ。
takagiカード☆
セシールエポスカード
2023年10月5日発行開始。セシールのオンラインショップで本カードを利用した場合、ポイントが常時5倍となる特典が付与される。
ruumエポスカード
大東建託パートナーズ（大東建託のグループ企業）との提携カードで、同社が管理する建物の入居者が取得可能なカード。利用金額に応じてアップグレードされるゴールドカード「ruumカードゴールド」も用意されている。
Spartyエポスカード
2023年3月7日発行開始。
IMAエポスカード◎
2023年3月10日発行開始。光が丘IMAとの提携カード。
サントムーンエポスカード◎
2023年1月13日発行開始。サントムーン柿田川との提携カード。
プレミアムウォーターエポスカード◎
ウォーターサーバー「プレミアムウォーター」会員が取得できるカード。Visaタッチ決済や個人情報の裏面記載には対応しているが、表面に「EPOS」ロゴは記載されない。
エキソアレ西神中央エポスカード◎
2022年4月1日発行開始。なでしこデザインと建物外観デザインの2種類があり、なでしこデザインは「エポスカードVisa」同様、縦型仕様となる。
SMARKカードエポス◎
2022年2月1日発行開始。スマーク伊勢崎との提携カード。建物デザインとカラーデザインの2種類があり、カラーデザインは「エポスカードVisa」同様、縦型仕様となる。
オリナス錦糸町エポスカード◎
2021年10月15日発行開始。糸デザインとタウンデザインの2種類があり、糸デザインは「エポスカードVisa」同様、縦型仕様となる。
FWDエポスカード◎
2021年10月16日発行開始。FWD生命保険（発表時はFWD富士生命保険）との提携カード。生命保険会社との提携カードは本カードが初となる。
BPエポスカード◎
2021年10月1日発行開始。万代シテイ ビルボードプレイス/BP2との提携カード。
T-FACEエポスカード◎
2021年10月15日発行開始。
那須ガーデンアウトレットエポスカード●
2021年3月19日発行開始。発行開始当初、ロゴは同年4月15日のプロパーカードのリニューアルに先行して新「EPOS」ロゴではあるものの、個人情報の裏面記載やVisaタッチ決済には非対応であったが、2023年に新仕様カードに切り替わったことに伴い対応するようになった。
モリタウン/アウトドアヴィレッジエポスカード●
2020年12月18日発行開始。
BULK HOMME(バルクオム)エポスカード◎
2021年8月10日発行開始。
アクアクララエポスカード●
2021年3月1日発行開始。
EPARKエポスカード●
2020年5月21日発行開始。
エアークローゼットエポスカード●
2018年5月31日発行開始。
COASKAエポスカード●
2020年4月24日発行開始。コースカベイサイドストアーズとの提携カード。新仕様カードへの変更に伴い、縦型デザインとなった。
駿河屋エポスカード●
2020年1月31日発行開始。独自機能として、駿河屋実店舗またはネット通販サイトの駿河屋.jpで利用すると付与ポイントが2倍になる。
センパエポスカード●
2019年12月16日発行開始。
ワンズモールエポスカード●
2019年11月1日発行開始。
ニチガスエポスカード●
2019年6月14日発行開始。
トナリエつくばスクエアエポスカード●
2019年9月1日に「クレオスクエアエポスカード」として発行開始。2021年3月のリニューアルオープンによる施設名称の変更に伴い、カード名称・デザインが変更された。
モラージュ佐賀エポスカード●
2019年4月26日発行開始。
モラージュ菖蒲エポスカード●
2019年3月16日発行開始。
ダイナシティエポスカード●
2019年3月1日発行開始。
イコットニコットエポスカード●
ピエリ守山エポスカード●
2018年8月31日発行開始。
ニットーモールエポスカード●
2018年8月3日発行開始。
tiara21エポスカード●
2018年8月3日発行開始。
サンパークカード エポス●
2018年5月18日発行開始。おのだサンパークとの提携カード。新仕様カードへの変更に伴い、縦型デザインとなった。
KITTE博多エポスカード●
2016年4月21日発行開始。ゴールドカード専用デザイン有り。
KITTE丸の内エポスカード●
2018年3月16日発行開始。
岸和田CanCan(カンカン)エポスカード●
2018年3月1日発行開始。岸和田カンカンベイサイドモールとの提携カード。
HMV&BOOKSエポスカード●
2017年10月26日発行開始。ローソンエンタテインメント（発表当時はローソンHMVエンタテイメント）との提携カード。
ELM(エルム)エポスカード●
2017年4月29日発行開始。
星が丘カード エポス●
2017年3月18日発行開始。星が丘テラスとの提携カード。
フィールエポスカード●
2017年3月1日発行開始。フィール旭川との提携カード。新仕様カードへの変更に伴い、縦型デザインとなった。
モラージュ柏エポスカード●
2017年1月16日発行開始。
アスピア明石エポスカード●
2016年10月27日発行開始。
Reraエポスカード●
2016年4月発行開始。千歳アウトレットモール・レラとの提携カード。
unimoちはら台エポスカード●
2015年9月1日発行開始。新仕様カードへの変更に伴い、縦型デザインとなった。
モレラ岐阜エポスカード●
2015年7月発行開始。新仕様カードへの変更に伴い、縦型デザインも設定された。
させぼ五番街エポスカード●
2014年11月発行開始。
ビックエコーエポスカード●
2014年10月27日発行開始。
MONAエポスカード●
2014年8月発行開始。MONA新浦安との提携カード。商業施設とのコラボレーションカード第1号。新仕様カードへの変更に伴い、縦型デザインとなった。
ハウステンボスエポスカード●
2014年7月1日発行開始（同年7月19日からはハウステンボス内での即時発行が可能となる）。
モンテエポスカード●
2013年11月1日発行開始。モンテローザとの提携カード。
KEYUCAエポスカード●
2013年10月1日発行開始。
アパエポスVisaカード●
2012年12月1日発行開始。旧アパVISAカード（三菱UFJニコス（MUFGカード(旧UFJカード)））に有していたアパポイント機能及びJRカード機能は有していない。アパポイント機能については アパホテルにてアパカードを発行してもらう必要があり、旧アパVISAカードからの切り替えの場合は事前にポイント移行してもらう必要があった。ゴールドカード切替時は専用の券面デザイン有り。2022年5月に新会員制度になるのに合わせて、縦型デザインの新仕様で且つ、従来は別途持つ必要があったアパポイントカードとの一体型となり、ランクに応じて3つのカード（クラシック、ゴールド、ステイヤーズクラブ プラチナ(年間20泊以上の会員向けインビテーション制)）が用意される。
ノジマエポスカード●
2010年7月1日発行開始。ゴールドカード切替時は専用の券面デザイン有り。
JQ CARD エポス●
2015年3月発行開始JR九州との提携カード。本カードのみ、貯まるポイントがエポスポイントではなくJRキューポ（旧：JQポイント）となる（エポスポイントへの交換は可能）。他の一般グレードのカードと異なり、年に1度も利用しない場合は翌年度に年会費が必要となる。なお、新仕様カードへの変更に伴い、縦型デザインとなった。
JQ CARD エポスゴールド●
発行開始当初はJQ CARD エポス保有者へのインビテーション、あるいは別のエポスゴールドカードからの切り替えのみで作成可能であったが、2022年11月18日以降はアミュプラザ店頭での申込みを開始した。一般のエポスゴールドカードで年会費無料となる場合以外に、直接申し込み開始時点では初年度年会費無料、年に1度の利用で翌年も年会費無料とされている。
提携カードのゴールドカード版で唯一、独自性を確立したカードであり、通常のエポスゴールドカードの機能にJQカードの機能を加えたハイブリッド仕様となっている。代表的な独自機能が、有効期限のあるJRキューポを有効期限の無いエポスポイントに1:1のレートで1000ポイント単位で移行できる機能である。こういった仕様故か、通常版を含めた他のエポスゴールドカードから切り替える際はJQカードエポスカウンターまで赴かなければならなくなる。「JQ CARD エポス」同様、新仕様カードへの変更に伴い、縦型デザインとなった。
JQ CARD エポス 鉄道◎
2024年10月11日発行開始。券面に新幹線800系電車のつばめがデザインされており、基本的な利用特典は「JQ CARD エポス」に準じる。

#### かつて存在したコラボレーションカード
17LIVEエポスカード◎
2021年4月28日発行開始。2022年4月18日をもって新規申込・デザイン変更・再発行受付を終了（受付終了日以降に有効期限到来・再発行の場合はプロパーカードの「エポスカードVisa」が発行・送付される）。
バンドリ! ガールズバンドパーティ! エポスカード●
2020年2月7日発行開始。2022年2月28日をもって新規申込・デザイン変更・再発行受付を終了（受付終了日以降に有効期限到来・再発行の場合はプロパーカードの「エポスカードVisa」が発行・送付される）。
「その時、カノジョは。」エポスカード
2018年9月18日発行開始。2021年3月30日をもって新規申込・デザイン変更・再発行の受付を終了（受付終了日以降に有効期限更新・再発行の場合はプロパーカードの「エポスカードVisa」が発行・送付される）。
dTV特典付きエポスカード●
本カードは他のコラボレーションカードとは異なり専用デザインの設定はなく、通常の「エポスカードVisa」または「パラリンアートデザインカード」での発行であった。2023年4月に「dTV」が「Lemino」へサービスをリニューアルしたことに伴い発行終了となった。
HP Directplusエポスカード●
2008年2月発行開始。2023年1月をもって新規発行を終了。「HP Directplus」での優待特典も同年6月3日をもって終了となった。
トリアスエポスカード
2019年7月1日発行開始。2023年5月21日をもって新規発行を終了。同年8月末までに「トリアス」での優待特典が順次終了となり、エポスカードセンターも同月末で閉鎖される。
IDC OTSUKA エポスカード
2016年11月18日発行開始。大塚家具（現：ヤマダデンキ）との提携カード。
橘エポスカード
2016年2月発行開始。ボンベルタ橘との提携カード。
EMIミュージックエポスカード
2010年6月18日発行開始。EMIミュージック・ジャパン（現：ユニバーサル ミュージック）との提携カード。
モディエポスカード
シダックスエポスカード
2009年2月発行開始。2018年9月30日発行終了。